# Work breakdown structure
Work breakdown structure, WBS, är en planeringsmetod som används av projektledare för att hierarkiskt strukturera ett projekt, i hanterbara arbetspaket.

## Användning av WBS
WBS används i planeringen och styrning av ett projekt. En WBS skapas tidigt i planeringen och är grundläggande för skapandet av en nätplan (logiknät) , GANTT-schema eller dylikt. Genom en väl utformad WBS skapas ett välstrukturerat projekt. Ofta skapar projektledaren en WBS tillsammans med sitt projektteam med hjälp av gula papperslappar. Projektledaren följer sedan framskridandet av respektive arbetspaket.

## Principer för att utforma en WBS

### 100%-regeln
En av de viktigaste principerna när man utformar en WBS är den så kallade 100%-regeln. Den går ut på att trädstrukturen som WBS:en utgör ska utgöra 100% av arbetet i projektet. Aktiviteter som inte ingår i projektet ska inte vara med i strukturen.

### Överenskomna gränsdragningar
Det är viktigt att det inte finns överlappning mellan olika aktiviteter i en WBS-struktur. Det skapar otydlighet och kan ge upphov till extra arbete i projektet.

### Detaljrikedom i en WBS
Det är viktigt att bestämma hur detaljerad en WBS skall vara. Risken finns att man delar upp det i för stora eller för små arbetspaket. Om paketen är för stora kan det vara svårt att följa upp projektets framskridande, men om det är för detaljrikt kan det vara för tidsödande och ineffektivt att hålla reda på den stora mängden arbetspaket. Det är därför nyttigt att i samband med framtagandet av en WBS tänka igenom vilken uppföljningsnivå som skall tillämpas.